# Pilot-controlled lighting
Pilot Controlled Lighting of PCL is een systeem waarbij de piloot van een naderend vliegtuig (of helikopter) de baanverlichting in kan schakelen op het moment dat hij het betreffende vliegveld nadert. Naast PCL worden dit soort systemen ook met andere termen aangeduid: Aircraft Radio Control of Aerodrome Lighting (ARCAL) en Pilot Activated Lighting (PAL).
De bedoeling van het systeem is dat de baan- en gerelateerde verlichting alleen ingeschakeld is als het daadwerkelijk nodig is om zodoende energie te besparen en de optische vervuiling of lichtvervuiling te beperken. Vooral op de minder drukke vliegvelden en/of vliegvelden zonder verkeerstoren kan een dergelijk systeem aanzienlijke besparingen opleveren.
De piloot activeert het systeem door zijn VHF-radio in te stellen op de PCL of ARCAL frequentie en vervolgens de zendtoets c.q. spreektoets in te drukken. Deze frequentie komt vaak overeen met de UNICOM of Common Traffic Advisory frequentie op Amerikaanse, Canadese en Australische onbewaakte vliegvelden.
De lichtsterkte van de aangesloten lampen kan vaak door de naderende piloot ingesteld worden door het aantal keren dat de zendtoets wordt ingedrukt:
- lage intensiteit of sterkte - drie zendpulsen binnen zeven seconden
- normale lichtsterkte - vijf pulsen binnen zeven seconden
- hoge intensiteit - zeven pulsen binnen zeven seconden

Na activering start een countdown of terugtelklok, ingesteld op 15 minuten. Na afloop van deze periode schakelt de verlichting weer uit, tenzij een piloot binnen die tijd de klok reset door nogmaals de activerings-signalen te sturen. Dit om te voorkomen dat de verlichting precies op een kritisch moment uitschakelt, vooral belangrijk in situaties waarbij een ander vliegtuig het systeem heeft geactiveerd en de verlichting nog brandt als een volgend vliegtuig de baan nadert.